# 삼원로 (김천 구미)
삼원로(Samwon-ro)은 대한민국의 경상북도 김천시 감문면에서 시작하여, 구미시 무을면을 거쳐 연결하는 도로이다.

## 노선 경로
- 감문로와 직결
- (이름 없음) - 국가지원지방도 제68호선 (상무로)